# Topetinho-preto
Topetinho-preto (Lophornis helenae) é uma espécie de beija-flor dos "topetinhos", tribo Lesbiini da subfamília Lesbiinae. Pode ser encontrada em Belize, Costa Rica, Guatemala, Honduras, México e Nicarágua.

## Taxonomia e sistemática
A topetinho-preto foi originalmente descrita como Ornismya helenae. Mais tarde, ele e o topetinho-branco (Lophornis adorabilis) foram colocados no gênero Paphosia. O topetinho-preto é monotípica.

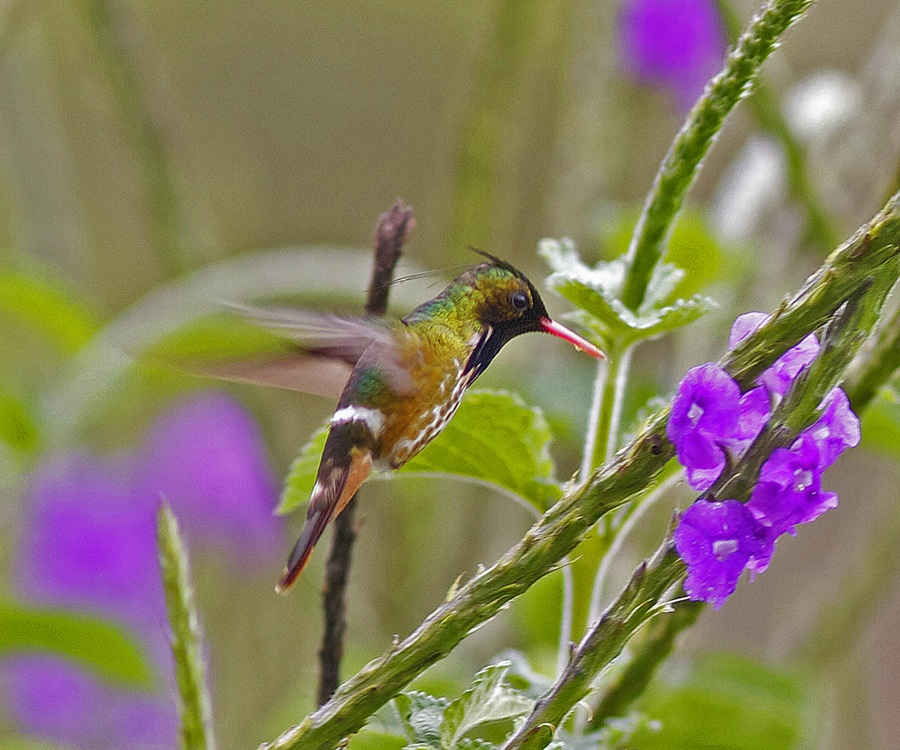
Alimentando-se de porterweeds azuis

## Descrição
O topetinho-preto tem entre 6,3 e 7,7 cm (2.5 a 3.0 in) de comprimento com um peso médio de 2,6 a 2,8 g (0.092 a 0.099 oz). O macho adulto tem uma coroa verde metálico escuro com uma crista preta esverdeada rala. A nuca e as costas são verde bronze metálico; uma faixa branca separa o dorso da garupa enegrecida fuliginosa e das coberturas superiores da cauda. As penas centrais da cauda são de bronze esverdeado fosco entre suas bases ruivas canela e extremidades escuras. As penas externas da cauda são cor de canela. O queixo e a parte superior da garganta são verde-amarelados metálicos com uma faixa preta aveludada abaixo. Os lados da garganta têm tufos de penas amarelas com margens pretas aveludadas. O peito é bronze metálico, a barriga e os flancos brancos com manchas de bronze metálico, e as coberturas inferiores canela avermelhadas. Seu bico é vermelho brilhante com uma ponta preta.
A fêmea adulta tem as partes superiores de verde metálico escuro a verde bronze com uma estreita faixa branca na garupa. Sua coroa é lisa, sem a crista do macho. As coberturas inferiores da garupa e da cauda são pretas com um brilho de bronze. As penas centrais da cauda são bronze-oliva entre bases ruivas canela e extremidades enegrecidas. As penas externas da cauda são canela avermelhadas com uma larga faixa preta perto do final. O rosto é preto. O queixo e a garganta variam amplamente de amarelo pálido acinzentado a tons de canela e carecem dos tufos do macho. O peito é bronze metálico, a barriga branca com manchas de bronze metálico, e a parte inferior da cauda é canela avermelhada. Sua maxila é preta e a mandíbula vermelha com a ponta escura.
Os machos imaturos assemelham-se à fêmea adulta, mas com uma crista menor que a do adulto e uma garganta esbranquiçada com um pequeno "avental" preto. As fêmeas imaturas se assemelham aos adultos.

## Distribuição ehabitat
A topetinho-preto é encontrada do sul de Veracruz no México ao sul através do leste da Guatemala, sul de Belize e leste de Honduras e Nicarágua no leste da Costa Rica. Uma população separada está no lado do Pacífico da América Central, de Chiapas, no México, ao sul, até grande parte do oeste da Guatemala. A espécie habita paisagens semiabertas nas bordas de florestas úmidas de montanha e sempre- verdes de planície. Também ocorre em clareiras na floresta e áreas de matagal. Em altitude varia do nível do mar a 1.500 m (aprox. 4.900 ft) no México e entre 300 e 1.200 m (aprox. 980 e 3,940 ft) na Costa Rica.

## Comportamento

### Movimento
O topetinho-preto é residente durante todo o ano na maior parte de sua extensão, mas movimentos altitudinais foram observados na Costa Rica.

### Alimentação
O topetinho-preto se alimenta de néctar, que é mais procurado no dossel, mas também em níveis mais baixos. Geralmente forrageia por armadilhas, visitando um circuito de árvores floridas e paira para se alimentar. Também se alimenta de pequenos artrópodes que recolhe em voo da folhagem.

### Reprodução
Quase nada se sabe sobre a fenologia reprodutiva do topetinho-preto. Um ninho na Costa Rica estava ativo em março; era um pequeno copo no final de um galho 8 m (26 ft) acima do solo na borda da floresta.

### Vocalização
O topetinho-preto geralmente é silenciosa. Uma vocalização que se pensa ser sua música é "um tsuwee claro e arrastado, repetido". Também foi relatado que faz um "twittar fino e alto ao lutar e um teek silencioso e levemente metálico ao se alimentar".

## Status
A IUCN avaliou o topetinho-preto como sendo de menor preocupação, embora seu tamanho e tendência populacional não sejam conhecidos. É "vulnerável à perda ou degradação generalizada do habitat, mas, caso contrário, a atividade humana provavelmente tem pouco efeito de curto prazo sobre essa espécie".